# Santo André
Santo André è un comune del Brasile nello Stato di San Paolo, parte della mesoregione Metropolitana de São Paulo e della microregione di San Paolo.

## Storia

### Santo André da Borda do Campo
Il nome del comune risale all'antico villaggio di Santo André da Borda do Campo, che esisteva nella regione della Grande ABC all'inizio del periodo coloniale. Questo villaggio fu fondato da João Ramalho, genero del capo Tupiniquim Tibiriçá, tra il suo arrivo in America, all'inizio del XVI secolo e il 1532.

### Santo André
Il comune è stato creato nel 1938 con legge statale.

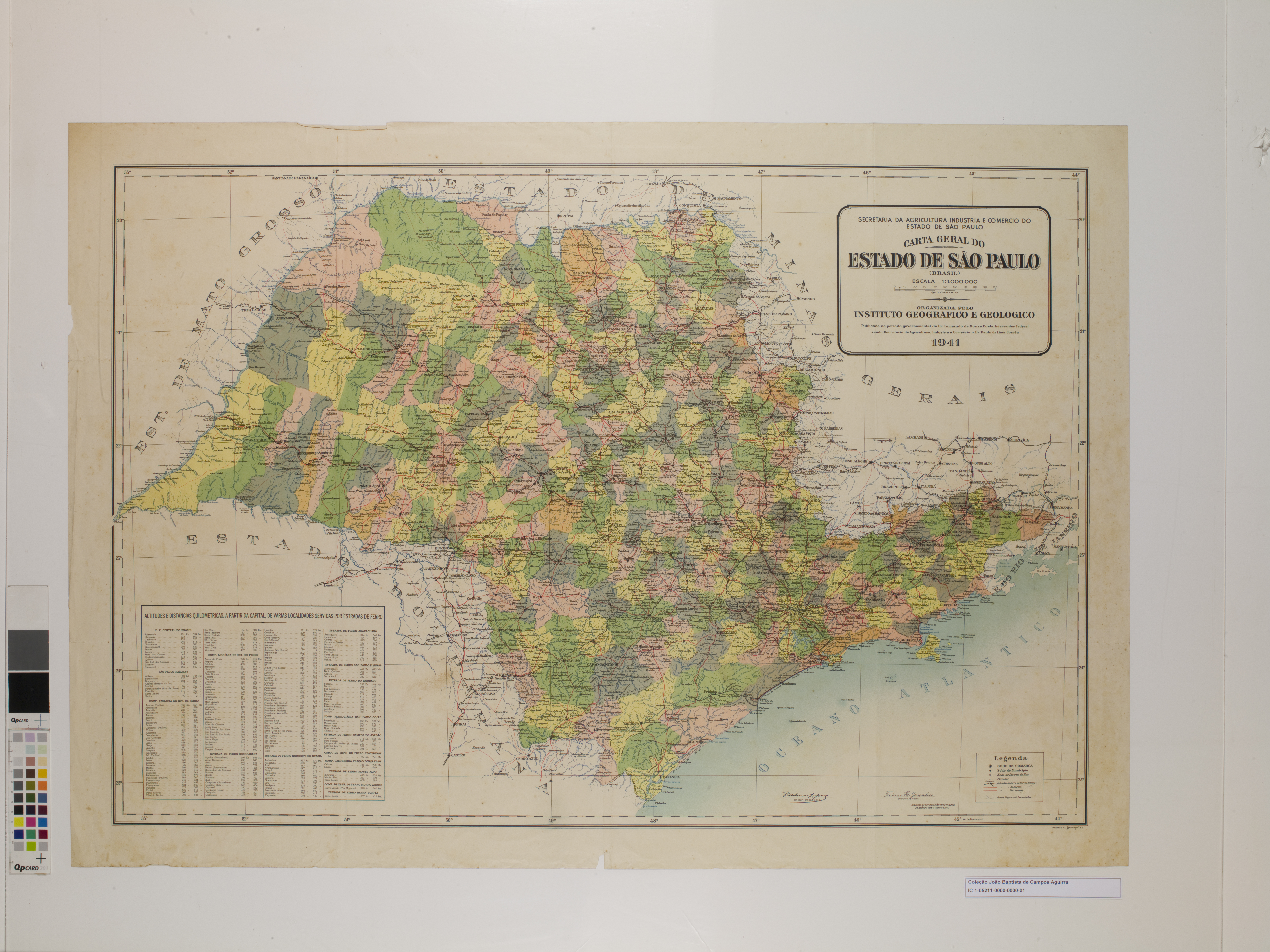
Mappa dello stato di San Paolo (1938).

## Distretti
Distretti della comune:
- Capuava
- Paranapiacaba

## Patti d'amicizia
- Sesto San Giovanni[6]